# Pristimantis turik
Espèce
Statut de conservation UICN

 DD  : Données insuffisantes
Pristimantis turik est une espèce d'amphibiens de la famille des Craugastoridae.

## Répartition
Cette espèce est endémique de l'État de Zulia au Venezuela. Elle se rencontre dans la municipalité de Rosario de Perijá à environ 1 700 m d'altitude sur la Sierra de Perijá.

## Description
Le mâle holotype mesure 29 mm

## Étymologie
Son nom d'espèce lui a été donné en référence au lieu de sa découverte, la mesa Turik.

## Publication originale
- Barrio-Amorós, Rojas-Runjaic & Infante-Rivero, 2008 : Three new Pristimantis (Anura: Leptodactylidae) from sierra de Perija, estado Zulia, Venezuela. Revista Espanola de Herpetologia, vol. 21, p. 71-94 (texte intégral).